# Gravenbrucher Kreis

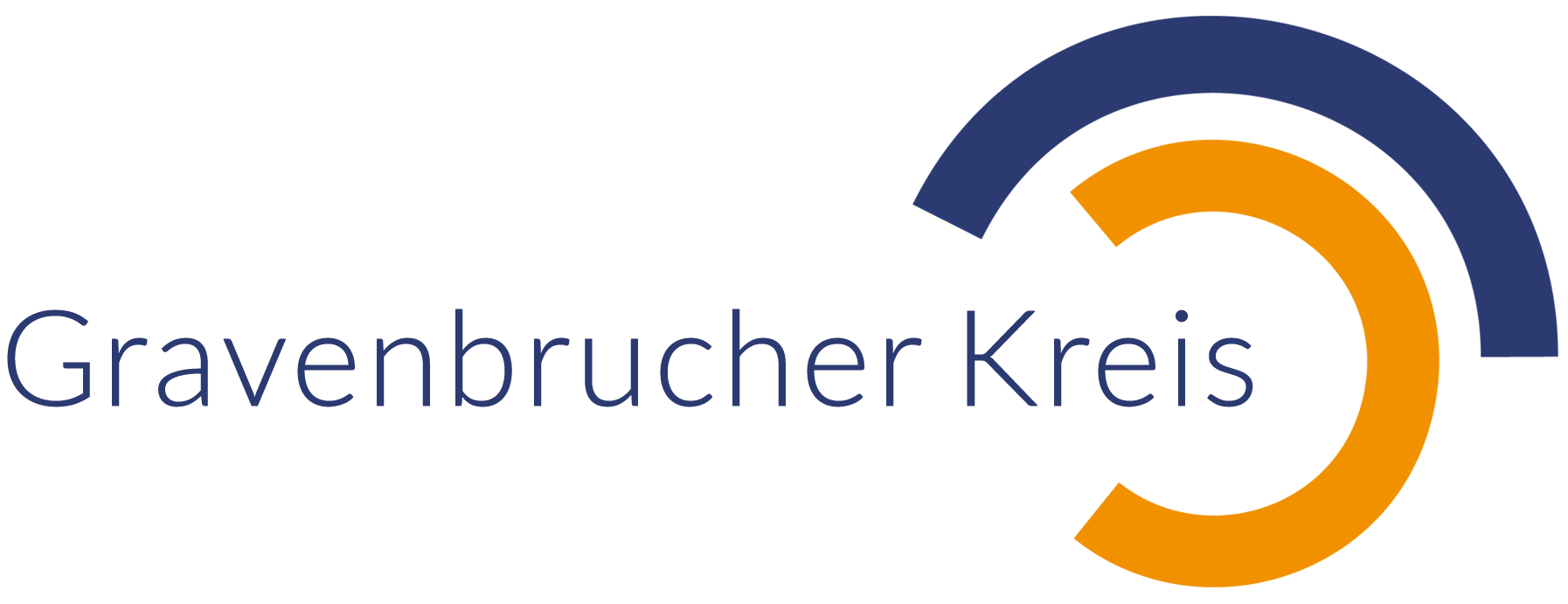
Logo Gravenbrucher-Kreis

Der Gravenbrucher Kreis e.V. ist ein Zusammenschluss von 20 Vertretern von Insolvenzkanzleien, die in Deutschland Restrukturierungen und Sanierungen von Unternehmen durchführen und auch an grenzüberschreitenden Konzerninsolvenzen beteiligt sind.

## Geschichte
Der Kreis hat sich eigenen Angaben zufolge 1986 auf Initiative des Bundesministeriums der Justiz gegründet. Damals wurden führende Praktiker gebeten, ihre Erfahrungen in die Novellierung des Konkursrechts einzubringen. Diese Novellierung hin zum Insolvenzrecht (1999) hat der Gravenbrucher Kreis ebenso begleitet wie die Einführung des Gesetzes zur weiteren Erleichterung der Sanierung von Unternehmen (ESUG, 2012) und dessen Evaluierung. Das die Evaluation begleitende Forschungsvorhaben wurde zum 30. April 2018 abgeschlossen.
Im Oktober 2023 hat der Gravenbrucher Kreis 20 aktive und zehn passive Mitglieder. Sprecher des Kreises ist seit März 2023 Stefan Denkhaus.

## Ziele und Inhalte
Der Gravenbrucher Kreis setzt sich eigenen Angaben zufolge für eine aktive Rolle der Gläubiger in Restrukturierungs- und Insolvenzverfahren sowie für ein sanierungsfreundliches Insolvenzrecht ein. Die Einschätzungen und Stellungnahmen des Gravenbrucher Kreises würden sowohl beim deutschen Gesetzgeber als auch bei Organen der Europäischen Union Gehör finden.

### InsO Excellence
Die Mitglieder des Gravenbrucher Kreises sichern Unternehmen, Gläubigern und Gerichten eine rechtssichere, transparente und professionelle Verfahrensweise zu. Dabei verpflichten sie sich besonderen Qualitäts- und Leistungsstandards. Alle Mitglieder unterwerfen sich den Anforderungen der InsO Excellence, einer Zertifizierung, die jährlich von unabhängigen Auditoren überprüft wird. Nach Angaben des Kreises ist InsO Excellence auf die spezifischen Anforderungen von Insolvenzverwaltung, Sachwaltung und Sanierung zugeschnitten. Die jährlichen Prüfungen umfassen Themenbereiche von der Kanzleiorganisation und Betriebsfortführung über Berichtswesen, Compliance und Datensicherheit bis hin zum Management von Insolvenzverfahren, dem Umgang mit Gläubigerausschüssen und der externen Kommunikation.

### Kontenrahmen
Der Zeitschrift für Wirtschaftsrecht ist zu entnehmen, dass die Mitglieder des Gravenbrucher Kreises ab 2012 bei neuen Insolvenzverfahren auf einen gesondert für die Insolvenzbuchhaltung entwickelten Kontenrahmen umgestellt haben.

### Preisverleihungen
Seit 2008 vergibt der Gravenbrucher Kreis alle zwei Jahre je einen Wissenschafts- und Journalismuspreis. Der Kreis vergibt die mit insgesamt 20.000 Euro dotierten Preise, um damit die Wissenschaft als auch junge Akademiker zu fördern und um herausragende journalistische Arbeiten zu den Themen Insolvenz, Sanierung und Restrukturierung zu würdigen.
Preisträger der Gravenbrucher Kreis Wissenschafts- und Journalismuswettbewerbe sind:
Wissenschaftspreis 2022
- 1. Preis: Benedict Kebekus, Universität Hamburg
- 2. Preis: Lukas Piroth, Rheinische Friedrich-Wilhelms-Universität Bonn
- 3. Preis: Anna Katharina Wilke, Martin-Luther-Universität Halle-Wittenberg

Journalismuspreis 2022
- 1. Preis: Susanne Preuß, Frankfurter Allgemeine Zeitung
- 2. Preis: Sabine Kain, Passauer Neue Presse
- 3. Preis: Jens Tönnesmann, ZEIT für Unternehmer

Wissenschaftspreis 2020
- 1. Preis: Fabian Henneberg, Friedrich-Alexander-Universität Erlangen-Nürnberg
- 2. Preis: Jannik Weitbrecht, Martin-Luther-Universität Halle-Wittenberg
- 3. Preis: Kenny Koa, Humboldt-Universität zu Berlin

Journalismuspreis 2020
- 1. Preis: Henryk Hielscher, Wirtschaftswoche
- 2. Preis: Thomas Steinmann, Capital
- 3. Preis: Christine Werner, SWR2

Wissenschaftspreis 2018
- 1. Preis: Patrick Keinert, Universität Genf
- 2. Preis: Tilman Rauhut, Universität Mannheim
- 3. Preis: Johannes Richter, Universität Bonn

Journalismuspreis 2018
- 1. Preis: Lars Petersen, B.Z.
- 2. Preis: Team von zwölf Journalistinnen und Journalisten, Handelsblatt
- 3. Preis: Catherine Hoffmann und Michael Kläsgen, Süddeutsche Zeitung

## Verweisungen in der Rechtsprechung
- BGH IX. Zivilsenat, Urteil vom 26. April 2018, Az. IX ZR 238/17; ZIP 2018, 977–986[14]
- BAG 6. Senat, Urteil vom 19. November 2015, Az. 6 AZR 559/14; ZIP 2016, 178–184[15]
- AG Ludwigshafen, Beschluss vom 10. April 2015, Az. 3f IN 27/14 Lu; ZIP 2015, 991–992[16]